# William Tracy
William Tracy (Pittsburgh, 1º dicembre 1917 – Hollywood, 18 luglio 1967) è stato un attore statunitense.

## Biografia
Tracy è principalmente noto per i suoi ruoli giovanili in Angeli con la faccia sporca (1938), in cui interpretò il ruolo di Jerry Connolly da ragazzino (personaggio che da adulto fu interpretato da Pat O'Brien), e in Scrivimi fermo posta (1940) di Ernst Lubitsch, nel quale impersonò Pepi Katona, il ragazzo delle consegne. Recitò anche nei film La via del tabacco (1941) di John Ford e Il signore e la signora Smith (1941) di Alfred Hitchcock.
Durante gli anni quaranta, nel periodo della seconda guerra mondiale, Tracy ebbe inoltre un ruolo ricorrente, quello del sergente Dorian "Dodo" Doubleday in una serie di commedie di propaganda bellica prodotte da Hal Roach, iniziata con Tanks a Million (1941), per un totale di otto pellicole, l'ultima delle quali, Mr. Walkie Talkie, venne prodotta nel 1952, già in epoca della guerra di Corea.
Dagli anni cinquanta Tracy lavorò soprattutto in televisione, dove il suo ruolo più importante fu quello di Hotshot Charlie, nella serie Terry and the Pirates (1952-1953). Morì nel 1967, all'età di 49 anni, per cause sconosciute.

## Filmografia parziale

### Cinema
- Brother Rat, regia di William Keighley (1938)
- Gli angeli con la faccia sporca (Angels with Dirty Faces), regia di Michael Curtiz (1938)
- La famiglia Jones a Hollywood (The Jones Family in Hollywood), regia di Malcolm St. Clair (1939)
- Million Dollar Legs, regia di William Grinde (1939)
- Manette e fiori d'arancio (The Amazing Mr. Williams), regia di Alexander Hall (1939)
- Scrivimi fermo posta (The Shop Around the Corner), regia di Ernst Lubitsch (1940)
- Musica indiavolata (Strike Up the Band), regia di Busby Berkeley (1940)
- Gallant Sons, regia di George B. Seitz (1940)
- La via del tabacco (Tobacco Road), regia di John Ford (1941)
- Il signore e la signora Smith (Mr. & Mrs. Smith), regia di Alfred Hitchcock (1941)
- Anime allo specchio (She Knew All the Answers), regia di Richard Wallace (1941)
- Verso le coste di Tripoli (To the Shores of Tripoli), regia di H. Bruce Humberstone (1942)
- Mia moglie ha sempre ragione (George Washington Slept Here), regia di William Keighley (1942)
- Le mura di Gerico (The Walls of Jericho), regia di John M. Stahl (1948)
- Le ali delle aquile (The Wings of Eagles), regia di John Ford (1957)

### Televisione
- Navy Log – serie TV, episodi 1x20-1x35 (1956)